# Inu neko jump!
Pour les articles homonymes, voir Inu.
 (février 2024).
Si vous disposez d'ouvrages ou d'articles de référence ou si vous connaissez des sites web de qualité traitant du thème abordé ici, merci de compléter l'article en donnant les références utiles à sa vérifiabilité et en les liant à la section « Notes et références ».
Inu Neko Jump! (イヌっネコっジャンプ!) est un manga japonais de Mitsuru Hattori, publié par Kōdansha. Le manga se compose de 40 chapitres (cinq volumes) publiés entre 2000 et 2001. Il s'agit d'une comédie romantique basée sur un groupe d'élèves du secondaire impliqués sur plusieurs terrains de sport, en particulier le saut en longueur.